# Рамирес Мартинес, Антонио
Анто́нио Миге́ль Рами́рес Марти́нес (исп. Antonio Miguel Ramírez Martínez), более известный как То́ньо (исп. Toño; 23 ноября 1986, Логроньо, Испания) — испанский футболист, вратарь.

## Биография
Карьеру начинал в клубе «Реал Сосьедад B», за который играл в Сегунде B на протяжении пяти сезонов, а также был вторым вратарём в основной команде. В сезоне 2009/2010 выступал за «Тенерифе B». В 2012 году перешёл в Гвадалахару, за которую играл один сезон. Следующий сезон провёл в клубе «Культураль Леонеса». В 2014 году перешёл в кипрский АЕК (Ларнака), где в течение двух сезонов был основным вратарём. В сезоне 2015/2016 сыграл за кипрский клуб два матча в Лиге Европы. В 2016 году вернулся в «Реал Сосьедад», где стал дублёром основного вратаря Рульи.